# Montefeltrano I Montefeltro
Montefeltrano I Montefeltro (1135-1202) va ser fill i successor d'Antoni I Montefeltro. Va heretar el comtat de Pietrarubbia a la mort del seu oncle Galeazzo. Va enviar tropes en ajut d'Enric IV a Sicília. El 1172 va ajudar al bisbe de San Leo a restaurar Il Duomo.
Va morir a San Leo el 1202. va deixar dos fills: Bonconte I Montefeltro i Tadeu I Montefeltro